# Chambre des représentants de Prusse
La Chambre des représentants de Prusse (en allemand : Preußisches Abgeordnetenhaus, nom adopté en 1855), était la chambre basse du parlement prussien qui est bicaméral. Elle est mise en place le 5 décembre 1848 sous le nom de seconde chambre (Zweite Kammer) par la nouvelle constitution prussienne de Frédéric-Guillaume IV. Cette assemblée était élue en utilisant le système des trois classes. La chambre disparaît en 1918 après la Première Guerre mondiale. 

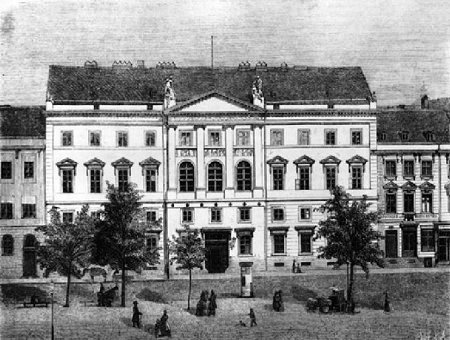
Palais Hardenberg de Berlin, siège de la chambre des représentants de Prusse jusqu'en 1899

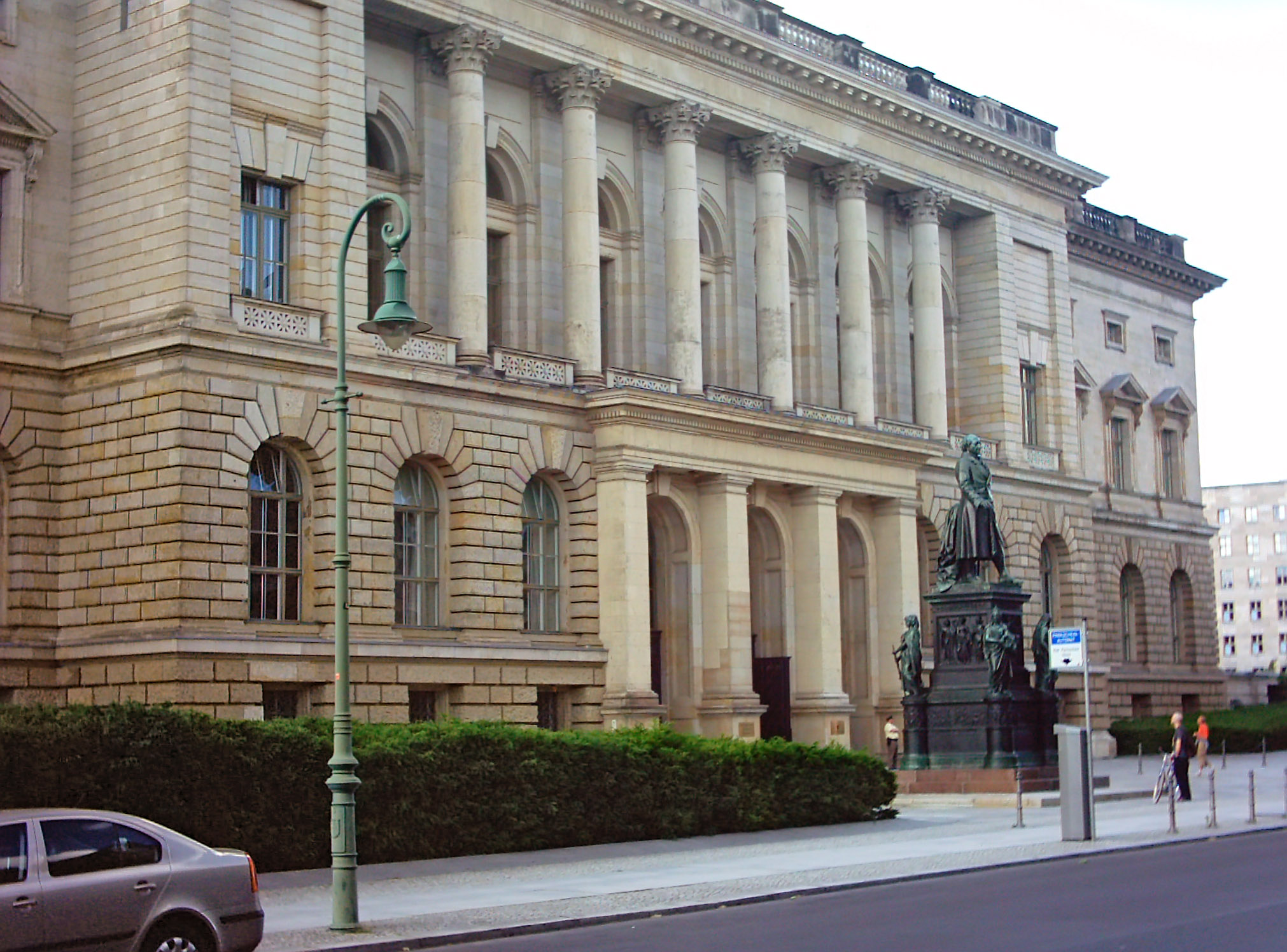
Chambre des députés de Berlin, qui se trouve dans le bâtiment ayant servi à la chambre des représentants de Prusse à partir de 1899

## Système d'élection
Les élections des représentants du Royaume de Prusse suit dès sa seconde législature le système des trois classes. Ce système est indirect et, comme son nom l'indique, les électeurs sont divisés en 3 classes selon leur importance. On commence par l'Urwahl, le vote de la population, qui pour chaque circonscription élit des « grands électeurs » eux-mêmes élisent un représentant. Des tentatives sont faites pour réformer ce système fortement favorable aux conservateurs, mais elles sont à chaque fois rejetées par l'Herrenhaus, la Chambre haute prussienne. En 1918, la chambre vote une nouvelle fois pour une réforme, mais ce vote est rendu caduc par la fondation de la République.
L'électorat est constitué de tout homme Prussien, âgé d'au moins 24 ans, habitant dans un domaine prussien depuis au moins 6 mois, n'ayant pas perdu l'usage de ses droits civiques et ne recevant pas d'aide publique à la pauvreté. Pour devenir représentant, il faut avoir au moins 30 ans révolus, se trouver depuis au moins 3 ans en Prusse et ne pas avoir perdu l'usage de ses droits civiques.

## Mandatures
Les mandatures durent au départ 3 ans puis, sur le modèle du Reichstag, elles sont rallongées à 5 ans. La chambre est toutefois plusieurs fois dissoute par le roi. Au total entre 1849 et 1918 on dénombre 22 mandatures différentes :
| Numéro de la Mandature | Date de l'élection par la population | Élection des représentants | Début de la Mandature | Fin de la Mandature |
| ---------------------- | ------------------------------------ | -------------------------- | --------------------- | ------------------- |
| I                      |                                      | 5 février 1849             | 26 février 1849       | 27 avril 1849       |
| II                     |                                      | 27 juillet 1849            | 7 août 1849           | 19 mai 1852         |
| III                    |                                      | 3 novembre 1852            | 29 novembre 1852      | 3 mai 1855          |
| IV                     |                                      | 8 octobre 1855             | 29 novembre 1855      | 26 octobre 1858     |
| V                      |                                      | 23 novembre 1858           | 12 janvier 1859       | 5 juin 1861         |
| VI                     |                                      | 6 décembre 1861            | 14 janvier 1862       | 11 mars 1862        |
| VII                    |                                      | 6 mai 1862                 | 19 mai 1862           | 27 mai 1863         |
| VIII                   |                                      | 28 octobre 1863            | 9 novembre 1863       | 23 février 1866     |
| IX                     |                                      | 3 juillet 1866             | 5 août 1866           | 24 juillet 1867     |
| X                      | 30 octobre 1867                      | 7 novembre 1867            | 15 novembre 1867      | 12 février 1870     |
| XI                     | 9 novembre 1870                      | 16 novembre 1870           | 14 décembre 1870      | 20 mai 1873         |
| XII                    | 28 octobre 1873                      | 4 novembre 1873            | 12 novembre 1873      | 30 juin 1876        |
| XIII                   | 20 octobre 1876                      | 27 octobre 1876            | 12 janvier 1877       | 21 février 1879     |
| XIV                    | 30 septembre 1879                    | 7 octobre 1879             | 28 octobre 1879       | 11 mai 1882         |
| XV                     | 19 octobre 1882                      | 26 octobre 1882            | 14 novembre 1882      | 9 mai 1885          |
| XVI                    | 29 octobre 1885                      | 5 novembre 1885            | 14 janvier 1886       | 28 juin 1888        |
| XVII                   | 30 octobre 1888                      | 9 novembre 1888            | 14 janvier 1889       | 5 juillet 1893      |
| XVIII                  | 31 octobre 1893                      | 7 novembre 1893            | 16 janvier 1894       | 18 mai 1898         |
| XIX                    | 27 octobre 1898                      | 3 novembre 1898            | 16 janvier 1899       | 1er juillet 1903    |
| XX                     | 12 novembre 1903                     | 20 novembre 1903           | 16 janvier 1904       | 9 avril 1908        |
| XXI                    | 3 juin 1908                          | 16 juin 1908               | 26 juin 1908          | 7 mai 1913          |
| XXII                   | 16 mai 1913                          | 3 juin 1913                | 12 juin 1913          | 15 novembre 1918    |

## Composition
Au départ, l'assemblée est constituée de 350 représentants, après l'annexion de l'Hohenzollern-Hechingen et de l'Hohenzollern-Sigmaringen de 352. La guerre austro-prussienne de 1866 et les gains territoriaux qui l'accompagnent font monter le nombre de députés à 432 aux élections de 1867. L'année 1876 voit l'acquisition du Duché de Saxe-Lauenbourg et la création d'un siège associé. En 1906, 10 nouveaux représentants sont créés, ce qui porte leur nombre à 443 aux élections de 1908.
Les membres de l'assemblée sont rémunérés à l'inverse des membres du Reichstag jusqu'en 1906. Cela incite de nombreux membres du Reichstag au cumul des mandats, en 1903 cela concerne 110 hommes politiques, soit presque un membre sur deux de la chambre, où siègent au total 236 membres. La réforme de 1906 fait chuter ce chiffre et en 1913 seuls 45 hommes politiques font le cumul.
En 1862, la majorité est clairement libérale. Lors du conflit constitutionnel prussien, elle lutte sans succès contre la Lückentheorie défendu par Otto von Bismarck. Après la guerre austro-prussienne de 1866, les libéraux se scindent et perdent petit à petit de leur influence.
La composition de l'assemblée est la suivante depuis 1867 :
|                      | 1867 | 1870  | 1873 | 1876 | 1879  | 1882 | 1885 | 1888 | 1893 | 1898 | 1903 (de) | 1908 | 1913 |
| -------------------- | ---- | ----- | ---- | ---- | ----- | ---- | ---- | ---- | ---- | ---- | --------- | ---- | ---- |
| Conservateur         | 123  | 114   | 9    | 12   | 106   | 116  | 134  | 129  | 142  | 145  | 143       | 151  | 149  |
| Nouveau conservateur |      | (34)1 | 25   | 25   |       |      |      |      |      |      |           |      |      |
| Conservateur libre   | 54   | 50    | 35   | 34   | 57    | 58   | 62   | 64   | 63   | 58   | 61        | 59   | 53   |
| Zentrum              |      | 52    | 88   | 88   | 97    | 98   | 100  | 99   | 95   | 100  | 96        | 104  | 103  |
| National-libéral     | 97   | 111   | 174  | 175  | 103   | 69   | 70   | 88   | 90   | 73   | 78        | 66   | 73   |
| Union libérale       |      |       |      |      | (17)2 | 20   | 433  | 293  |      |      |           |      |      |
| Progressiste         | 45   | 48    | 69   | 67   | 36    | 37   | 433  | 293  |      |      |           |      |      |
| Radical              |      |       |      |      |       |      |      |      | 14   | 24   | 24        | 28   | 414  |
| Union radicale       |      |       |      |      |       |      |      |      | 6    | 12   | 9         | 8    | 414  |
| SPD                  |      |       |      |      |       |      |      |      |      |      |           | 7    | 10   |
| Polonais             | 16   | 19    | 17   | 15   | 19    | 18   | 15   | 15   | 17   | 13   | 13        | 15   | 12   |
| Danois d’Allemagne   | 2    | 2     | 2    | 2    | 2     | 2    | 2    | 2    | 2    | 2    | 2         | 2    | 2    |
| Centre droit         | 24   |       |      |      |       |      |      |      |      |      |           |      |      |
| Centre gauche        | 32   |       |      |      |       |      |      |      |      |      |           |      |      |
| Centre libéral       |      | 3     | 2    |      |       |      |      |      |      |      |           |      |      |
| Sans étiquette       | 39   | 33    | 11   | 15   | 13    | 15   | 7    | 7    | 4    | 6    | 7         | 3    |      |
| Total                | 432  | 432   | 432  | 433  | 433   | 433  | 433  | 433  | 433  | 433  | 433       | 443  | 443  |

Source : „Biographisches Handbuch für das Preußische Abgeordnetenhaus: 1867–1918“
Notes : 1 Scission des conservateurs 2 Scission des national-libéraux 3 Création du parti affranchi 4 création du Parti populaire progressiste

## Présidence
Président
| Période   | Nom                            |
| --------- | ------------------------------ |
| 1849      | Wilhelm Grabow                 |
| 1849–1855 | Maximilian von Schwerin-Putzar |
| 1855–1858 | Botho Heinrich zu Eulenburg    |
| 1859      | Maximilian von Schwerin-Putzar |
| 1860–1861 | Eduard von Simson              |
| 1862–1866 | Wilhelm Grabow                 |
| 1866-1873 | Max von Forckenbeck            |
| 1873-1879 | Rudolf von Bennigsen           |
| 1879-1897 | Georg von Köller               |
| 1898-1911 | Jordan von Kröcher (de)        |
| 1912      | Hermann von Erffa              |
| 1913-1918 | Hans von Schwerin-Löwitz       |

## Dissolution
Le cabinet ministériel de la révolution de novembre 1918, constitué de membre du SPD et de l'USPD, décide le 15 novembre 1918 de dissoudre la Chambre des représentants de Prusse. Seul l'ancien vice-président Felix Porsch (de) réagit le 24 novembre 1918.

## Bâtiment
La chambre siège dans un bâtiment construit de 1892 à 1897 dans le style Renaissance par l'architecte Friedrich Schulze et communique avec les locaux de la Chambre des seigneurs de Prusse, œuvre du même architecte.
Après la révolution de novembre 1918, le bâtiment devient le siège du conseil régional de Prusse. De nos jours, il abrite la Chambre des députés de Berlin.